# 1月20日
1月20日是阳历（平年）年的第20天，离一年的结束还有345天（闰年是346天）。

## 大事记

### 19世紀以前
- 250年：羅馬帝國皇帝德西烏斯開始大規模迫害基督教徒，教宗法比盎因而殉教。
- 1156年：據傳拉里（英语：Lalli）在克于利厄科伊洛湖的冰面上用斧頭殺死芬蘭主教亨利。
- 1265年：英格兰贵族西蒙·德孟福尔在西敏宫召开会议，成为英格兰下议院的前身。
- 1320年：在波蘭重歸統一後，瓦迪斯瓦夫一世在克拉科夫加冕成為波蘭國王。
- 1356年：蘇格蘭國王愛德華·巴里奧遜位。
- 1523年：丹麥與挪威國王克里斯蒂安二世被迫遜位。

### 19世紀
- 1840年：威廉二世在其父威廉一世退位後成為荷蘭國王。
- 1841年：香港島遭英軍控制。
- 1885年：美國发明家拉马库斯·阿德纳·汤普森（英语：LaMarcus Adna Thompson）成为第一个注册雲霄飛車专利技术的人。
- 1892年：美国基督教青年会在纽约州首府奥尔巴尼举办首次正式的篮球比赛。
- 1895年：香港天文台總部錄得最高氣溫、日平均氣溫、最低氣溫分別為11.1℃、8.9℃、7.2℃，是有紀錄以來最寒冷的「大寒」。[1]

### 20世紀
- 1924年：中國國民黨第一次全國代表大會在广州国立广东高等师范学校的礼堂上开幕，會在通過聯俄容共政策。
- 1934年：攝影及電器製作公司富士軟片在日本東京成立。
- 1936年：愛德華八世繼位成為英國國王。
- 1937年：小羅斯福二度宣誓就任美國總統，確立美國總統就職日期，之前美國總統就職日期為3月4日。
- 1937年：中国人民抗日军事政治大学（简称抗大）在延安成立。
- 1941年：中国共产党重建新四军军部。
- 1942年：納粹德國領袖萊因哈德·海德里希召開萬湖會議，確定猶太人問題的最終解決方案。
- 1945年：第二次世界大戰：德國花了將近兩個月的時間，從東普魯士疏散了至少180萬人，以防蘇聯紅軍的進攻。
- 1946年：在法兰西第四共和国的行政机构与宪法内容获得通过后，夏尔·戴高乐宣布辞去法兰西共和国临时政府主席一职。
- 1949年：美国总统杜鲁门在就职演说中，提出美国全球战略的四点行动计划，就是第四点计划。
- 1949年：傅斯年出任臺灣大學校長。
- 1955年：中华人民共和国与阿富汗建立外交关系。
- 1955年：中華人民共和國軍隊攻佔由国民党占领的一江山島，一江山守軍指揮官王生明陣亡。
- 1960年：亨德里克·弗倫施·維沃爾德宣傳將舉辦公民投票決定南非是否要成為共和國。
- 1962年：中華民國外交部聲明和西非達荷美共和國建交。
- 1969年：船灣淡水湖由港督戴麟趾揭幕。
- 1969年：東巴基斯坦警察殺死學運份子阿馬納拉·阿薩杜扎曼（英语：Amanullah Asaduzzaman），為引起孟加拉國解放戰爭的一部分原因。
- 1969年：香港天文台總部錄得最高氣溫26.4℃，日平均氣溫23.2℃，是有紀錄以來最高溫的「大寒」。[1]
- 1972年：石油輸出國組織（OPEC）與世界石油公司集團成立協定，石油原油依公示價格提高8.49%。
- 1974年：中國人民解放軍海軍在西沙海戰中擊敗越南共和國海軍，完全控制西沙群島。
- 1980年：美國總統吉米·卡特要求蘇聯軍隊撤離阿富汗，否則將抵制該年度夏季奧林匹克運動會。
- 1981年：隆納·雷根宣誓就任美國總統，四年後又再次連任。
- 1981年：在遭到伊朗伊斯蘭革命支持者包圍444天後，所有受困於美國駐伊朗大使館的人質全數獲釋。
- 1983年：金石文化廣場在台北市開幕。
- 1986年：馬丁·路德·金紀念日首次成為美國法定假日。
- 1990年：蘇聯共產黨中央委員會總書記戈巴契夫宣布派遣軍隊攻擊占領亞塞拜然巴庫地區的群眾。
- 1992年：中華人民共和國與白俄羅斯建交。
- 1992年：因特航空148號班機在法國史特拉斯堡附近墜機，造成82名乘客及5名機組員身亡。
- 1996年：巴勒斯坦民族权力机构成立。
- 1996年：中華民國台南科學園區於台南新市動土，開發成本達320億，第一期規劃為半導體、微電子精密機械與農業生物技術3專業區。
- 1996年：中華民國外交部長錢復訪問巴哈馬，過境美國時二度發表演講。
- 1998年：第八世夏茸尕布活佛转世灵童认定。

### 21世紀
- 2001年：在約瑟夫·艾斯特拉達遭到推翻後，接替菲律賓總統職務。
- 2001年：小布什就任第43任美国总统。
- 2009年：第一个非裔美国人总统贝拉克·奥巴马宣誓就任第44任美国总统。
- 2009年：在冰島金融危機期間，數千人在雷克雅維克的冰島議會舉行抗議活動。
- 2017年：唐納·川普宣誓就任第45任美国总统。
- 2019年：香港中環灣仔繞道首階段通車。
- 2019年：香港西九龙文化区戲曲中心開幕。
- 2019年：香港天文台總部錄得最高氣溫23.4度，成為繼1969年「大寒」（錄得26.4度）、半世紀以來最高溫「大寒」，也是香港天文台有記錄以來第四高溫的「大寒」。[1]
- 2021年：喬·拜登宣誓就任第46任美国总统，成为上任时年龄最大的美国总统。
- 2024年：由日本宇宙航空研究開發機構研發的智慧型月球探測器成功登陸月球，使日本成為第5個在月球軟著陸的國家。
- 2025年：唐納·川普宣誓就任第47任美国总统。

## 出生
- 225年：戈爾迪安三世，羅馬皇帝（244年逝世）
- 1436年：足利義政，日本室町幕府第8代征夷大將軍（1490年逝世）
- 1488年：塞巴斯蒂安·明斯特爾，德國數學家（1552年逝世）
- 1526年：拉斐爾·邦貝利，義大利數學家、工程師（1572年逝世）
- 1554年：塞巴斯蒂昂，葡萄牙國王（1578年逝世）
- 1646年：傑書，禮親王代善孫，康熙帝堂兄（1697年逝世）
- 1775年：安德烈-馬里·安培，法國物理學家、數學家，古典電磁學的創始人之一（1836年逝世）
- 1821年：比森特·埃雷拉·塞莱东，哥斯大黎加政治人物，第10任哥斯大黎加總統（1888年逝世）
- 1855年：埃内斯特·肖松，法國作曲家（1899年逝世）
- 1886年：蔣夢麟，中國教育家（1964年逝世）
- 1894年：西脇順三郎，日本詩人、英文學者（1982年逝世）
- 1917年：爾里·爾布杜，蘇聯作家、翻譯家（1986年逝世）
- 1920年：费德里柯·费里尼，意大利電影導演（1993年逝世）
- 1921年：法蘭西斯科·若瑟·滕雷洛，聖多美普林西比詩人、小說家、地理學家（1963年逝世）
- 1930年：潘鏡芙，中國船舶工程專家（2023年逝世）
- 1930年：伯茲·艾德林，美國飛行員、太空人，第二位踏上月球的人
- 1931年：有吉佐和子，日本小說家（1984年逝世）
- 1933年：林家聲，香港粵劇演員（2015年逝世）
- 1936年：愛德華·費根鮑姆，美國計算機科學家
- 1938年：朱銘，臺灣雕刻家（2023年逝世）
- 1939年：泰瑞·衛曲，美國計算機科學家（1988年逝世）
- 1946年：大卫·林奇，美國導演、編劇、製片人、作曲家、攝影家（2025年逝世）
- 1948年：梁家仁，香港武打演員
- 1950年：斯琴高娃，中國演員
- 1950年：馬哈曼·奧斯曼，尼日政治人物，第4任尼日總統
- 1952年：陳繁昌，香港數學家
- 1959年：現任嘉義市市長黃敏惠
- 1960年：威爾·萊特，美國电子游戏设计师
- 1964年：山田信夫，日本男歌手（2025年逝世）
- 1964年：法里德·扎卡利亞，印度裔美國記者、時事評論家、作家
- 1964年：熱利科·科姆希奇，波士尼亞赫塞哥維納政治人物，現任波士尼亞赫塞哥維納主席團克羅埃西亞族代表
- 1965年：蘇菲，愛丁堡公爵夫人
- 1966年：雷恩·威爾森，美國男演員
- 1971年：花田虎上，日本相撲力士，第66代橫綱
- 1971年：蓋瑞·巴洛，英國歌手、乐队接招合唱團成員
- 1972年：羅曼·斯塔羅沃伊特，俄羅斯政治人物（2025年逝世）
- 1972年：妮基·海莉，美國政治人物
- 1973年：瑪蒂爾德，比利时王妃
- 1974年：羅倫士，香港足球運動員
- 1976年：滕麗名，香港演员
- 1976年：袁彩雲，香港艺人
- 1977年：杜浚斌，香港電台DJ
- 1979年：秋瓷炫，韓國女演員
- 1980年：張栩，台灣旅日棋士
- 1980年：Janet，台灣主持人、小提琴家、模特兒、作家
- 1980年：金楨勳，韓國歌手，演員
- 1980年：朱世赫，韓國桌球運動員
- 1981年：大衛·J·彼得森，美國語言創造者、作家、藝術家
- 1982年：安成宰，韓國廚師
- 1983年：羅平，台灣歌手
- 1983年：矢口真里，日本歌手、演员
- 1985年：井上麻里奈，日本女性聲優
- 1986年：卓文萱，台灣女歌手、演員
- 1986年：竹內由惠，日本主持人
- 1987年：伊凡·彼得斯，美國男演員
- 1990年：水中雅章，日本男性聲優
- 1991年：鐘朋·阿盧迪吉朋，泰國男演員
- 1992年：簡偉儒，臺灣男子籃球運動員
- 1992年：鄭榮植，韓國桌球運動員
- 1993年：須田景凪，日本音樂家、創作歌手、作詞家、作曲家、編曲家
- 1994年：盧卡斯·皮亞松，巴西職業足球運動員
- 1994年：里卡多·平托，委內瑞拉職業棒球運動員
- 1995年：金昭希，韓國女歌手
- 1996年：杨惠智，韓國女演員
- 1997年：李浩貞，韓國女演員
- 2000年：李紫婷，中國女子偶像團體火箭少女101成員
- 2000年：游嘉欣，香港女藝人
- 2004年：安東尼·布萊克，美國職業籃球運動員

## 逝世
- 250年：教宗法比盎，羅馬主教（200年出生）
- 619年：李密，隋末起義軍領袖（582年出生）
- 924年：李繼韜，五代十國將領（生年不詳）
- 1189年：金世宗完顏雍，金朝皇帝（1123年出生）
- 1410年：馬丁一世，亞拉岡國王（1356年出生）
- 1513年：海倫娜·伊凡諾芙娜，波蘭王后、立陶宛大公女（1476年出生）
- 1587年：依岡左京進，日本戰國時代至安土桃山時代武將（生年不詳）
- 1606年：范禮安，義大利耶穌會傳教士（1539年出生）
- 1745年：查理七世，神圣罗马帝国皇帝（1697年出生）
- 1841年：明命帝阮福晈，越南阮朝皇帝（1791年出生）
- 1862年：阿武松綠之助，日本相撲力士，第6代橫綱（1791年出生）
- 1875年：讓-弗朗索瓦·米勒，法國巴比松派畫家（1814年出生）
- 1891年：卡拉卡瓦，夏威夷國王（1836年出生）
- 1901年：伊藤圭介，日本醫生、植物學家、博物學家（1803年出生）
- 1907年：阿格尼絲·瑪麗·克勒克，英國天文學家（1842年出生）
- 1913年：約翰尼斯·德·萊克，荷蘭土木工程師（1842年出生）
- 1920年：柳生一義，日本銀行家，首任台灣銀行副總裁（1864年出生）
- 1921年：瑪麗·華生·惠特尼，美國天文學家（1847年出生）
- 1936年：乔治五世，英國國王（1865年出生）
- 1938年：劉湘，川軍將領（1890年出生）
- 1951年：朱點人，臺灣作家（1903年出生）
- 1955年：王生明，中華民國將軍（1910年出生）
- 1971年：男女之川登三，日本相撲力士，第34代橫綱（1903年出生）
- 1981年：韋洛坡，印尼政治人物，第7任印尼總理（1908年出生）
- 1983年：井上优，日本的中国语學家[2]
- 1990年：東久邇宮稔彥王，日本皇室成員，第43任內閣總理大臣（1887年出生）
- 1990年：芭芭拉·史坦威，美國女演員（1907年出生）
- 1993年：奥黛丽·赫本，英国女演员（1929年出生）
- 1994年：马特·巴斯比爵士，曼徹斯特聯传奇主帅（1909年出生）
- 2014年：克劳迪奥·阿巴多，意大利指挥家（1933年出生）
- 2016年：張榮發，臺灣企業家、長榮集團總裁（1927年出生）[3]
- 2021年：哈哥普·S·阿基斯卡爾，亞美尼亞裔美國精神科醫師（1944年出生）
- 2022年：肉卷，美國男歌手、演員（1947年出生）
- 2023年：鄧澍，中國油畫家（1930年出生）
- 2023年：方智遠，中國蔬菜遺傳育種專家（1939年出生）
- 2024年：崔泰福，北韓政治人物，曾任最高人民會議議長（1930年出生）
- 2025年：弗雷德·紐豪斯，美國男子田徑運動員（1948年出生）

## 节假日和习俗
- 國際起司愛好者日[4]
- 美国：
  - 就职典礼日
  - 大衛·鮑伊日
- 、 ：軍人節
- ：烈士節
- 日本：二十日正月